# وزره
وزره (به عربی: وزرة) یک شهرداری در الجزایر است که در استان مدیه واقع شده‌است.